# إيفار شجوت
إيفار شجوت (مواليد 28 ديسمبر 1955) هو مبارز بالسيف نرويجي، مثّل بلاده في الألعاب الأولمبية الصيفية 1984.

## روابط رياضية
إيفار شجوت على موقع أوليمبيديا (الإنجليزية)